# Nomada elrodi
Nomada elrodi är en biart som beskrevs av Cockerell 1903. Nomada elrodi ingår i släktet gökbin, och familjen långtungebin. Inga underarter finns listade i Catalogue of Life.